# Vesløs
Vesløs is een plaats in de Deense regio Noord-Jutland, gemeente Thisted. De plaats telt 360 inwoners (2008).